# Prostaja istorija
Prostaja istorija (russisk: Простая история, dansk: En simpel historie) er en sovjetisk spillefilm fra 1960 instrueret af Jurij Jegorov.

## Handling
En kvinde, Sasja Potapova, mister sin mand under krigen og dedikerer herefter sit liv til landbrugskollektivet. Mange i kollektivet kan ikke lide Sasja grundet hendes ærlighed og ligefremme facon, men hun bliver desuagtet valgt til formand for landbrugskollektivet. Han bliver uventet forelsket i sekretæren for den lokale distriktskomité, hvilket på en gang gør hende glad og usikker.

## Medvirkende
- Nonna Mordyukova som Sasja Potapova
- Mikhail Uljanov som Andrej Danilov
- Vasilij Sjuksjin som Vanka Lykov
- Daniil Iltjenko som Jegor Lykov
- Valentina Vladimirova som Avdotja